# Harelbeke-Anversa-Harelbeke 1965
L'Harelbeke-Anversa-Harelbeke 1965, ottava edizione della corsa, si svolse il 27 marzo su un percorso di 215 km, con partenza ed arrivo a Harelbeke. Fu vinta dal belga Rik Van Looy della squadra Solo-Superia davanti ai connazionali Georges Vanconingsloo e  René Thijsen.

## Ordine d'arrivo (Top 10)
| Pos. | Corridore              | Squadra             | Tempo    |
| ---- | ---------------------- | ------------------- | -------- |
| 1    | Rik Van Looy           | Solo-Superia        | 5h35'00" |
| 2    | Georges Vanconingsloo  | Peugeot-BP-Michelin | s.t.     |
| 3    | René Thijsen           | Cynar-Allegro       | s.t.     |
| 4    | André Messelis         | Dr. Mann            | s.t.     |
| 5    | Tom Simpson            | Peugeot-BP-Michelin | a 45"    |
| 6    | Theo Verschueren       | Dr. Mann            | s.t.     |
| 7    | Georges Van Den Berghe | Flandria-Roméo      | s.t.     |
| 8    | Willy Van den Eynde    | Wiel s-Groene Leeuw | s.t.     |
| 9    | Willy Bocklant         | Flandria-Roméo      | s.t.     |
| 10   | Jos Hoevenaers         | Cynar-Allegro       | s.t.     |